# Teresa Paternoster
Teresa Paternoster, detta Terry (Milano, 29 giugno 1979), è una pedagogista, regista, attrice drammaturga italiana, la cui produzione artistica spazia tra teatro, audiovisivo e letteratura.
I temi trattati nelle sue opere sono la lotta di classe e di genere, l'abuso e il profitto del potere all'interno del microcosmo sociale.La sua poetica si ispira al teatro epico e al teatro povero, e si caratterizza per l'uso polifonico della voce e del corpo con attenzione all'interazione tra attore e coro.
Ha raggiunto la notorietà nel 2003 alla fase finale della seconda edizione del programma Amici di Maria de Filippi. Successivamente ha ricevuto il Microfono di Cristallo Radio Rai (2008) e il Premio Scenario per Ustica (2013).

## Biografia

### I primi anni
Nata e cresciuta in Italia, Paternoster sviluppa sin da giovane un profondo interesse per il teatro e le arti performative. Questo interesse la porta a perseguire studi formali nel campo.
Si laurea al DASS presso l’Università La Sapienza di Roma, dove entra in contatto con diverse figure del teatro contemporaneo. Approfondisce il metodo mimesico con il maestro Vito Cipolla, membro della Compagnia di Orazio Costa, della quale facevano parte anche Antonio Crast, Mariano Rigillo, Ugo Pagliai e Roberto Herlitzka, al fianco del quale Paternoster reciterà nel film Genesi. 
Durante gli anni dell'Università e sotto la guida di Vito Cipolla, Paternoster collabora all'organizzazione di un piccolo teatro di provincia a Canale Monterano, dove studia e lavora con il gruppo teatrale residente, concentrandosi sul rapporto tra parola e voce-corpo.

### La militanza teatrale e il teatro in-civile.
Dopo dieci anni di militanza artistica, il teatro di Canale Monterano chiude e Terry fonda "InterNoEnki", inizialmente come associazione di promozione sociale. Nel 2010 riunisce un gruppo di giovani attori attivisti e trasforma l'associazione in "Collettivo di Teatro Incivile InterNoEnki” unendo la ricerca teatrale all’impegno civile.
La sede nei primi anni è nel centro sociale di Roma: Zona Rischio.  Successivamente, sotto la direzione di Terry Paternoster, il collettivo accoglie attori provenienti da varie regioni italiane (Lombardia, Friuli, Campania, Lazio, Umbria, Puglia, Abruzzo, Basilicata, Sardegna), tra cui Alessandro Vichi, Angelo Lorusso, Elena Cucci, Donato Paternoster, Gianni D'Addario, Giuseppe Ragone, Giuliano Capozzi, Giuseppe Volonnino, Irma Carolina Di Monte, Mariavittoria Argenti, Mauro Cardinali, Monica Mariotti, Ramona Fiorini, Raffaele Navarra, Salvatore Langella, Teresa Campus, Tiziano Scrocca, Urbano Lione, Valentina Izumi.
La loro "prima opera incompiuta", La iatta mammona, è uno spettacolo ispirato a una vicenda reale legata al Vaticano e vincitore del Napoli Fringe Festival 2012. Insieme al Collettivo Internoenki, inizia a lavorare in centri sociali e spazi occupati. Questo tipo di attività la porterà a collaborare con teatri stabili di innovazione nazionali, sia come attrice che come regista, per poi rientrare in ambito accademico ad ispirare le nuove generazioni. Condurrà laboratori di “drammaturgia concertistica” presso diverse Università italiane, tra cui l'Università La Sapienza di Roma, Università dell'Aquila, Università di Bologna. La sua pedagogia verte su un’educazione globale e totale dell’individuo, tesa al recupero della funzione sociale del teatro.
Ha contribuito alla formazione di giovani attori, fra cui Rebecca Antonaci, premiata come miglior attrice ai Nastri d’Argento 2024 e ai Globi d’Oro nel 2024 col Film “Finalmente l’alba” di Saverio Costanzo.

## Opere
In ambito teatrale il suo lavoro più discusso è il progetto "M.E.D.E.A. Big Oil", che tratta del dissesto ambientale causato dalle estrazioni petrolifere in Basilicata, con cui ha ricevuto il Premio Scenario per Ustica nel 2013. Il suo lavoro è stato oggetto di critiche positive su quotidiani nazionali quali Il Messaggero, Il Manifesto, La Repubblica.
I lavori teatrali di Paternoster includono l’adattamento di miti classici. Compare in studi e saggi critici come Storia del Nuovo Teatro e Scenari del terzo millennio in cui vengono esplorate le sue prospettive sulla pratica teatrale. Le opere Orestea nello sfascio e M.E.D.E.A. Big Oil, sono analizzate come esempi delle tendenze del teatro contemporaneo post-drammatico.
In Orestea nello sfascio, il dialogo intrascenico è secondario rispetto a quello extra scenico, creando un nuovo spazio di comunicazione che si sviluppa lungo l’asse del teatro piuttosto che sulla scena stessa.
In M.E.D.E.A. Big Oil,  viene posta attenzione sull'uso del coro che non solo partecipa alla narrazione, ma assume un ruolo centrale, rappresentando il disagio e la frustrazione di una comunità. Il coro funge da antagonista della massa, sottolineando il ruolo del teatro come strumento di comunicazione e riflessione sociale.
Nel 2015 debutta nell'audiovisivo come regista con la webserie Welcome to Italy, tradotta in 11 lingue, incentrata su Radio Baobab, una radio indipendente gestita da cittadini di origine straniera.

## Filmografia

### Regista
- Welcome to Italy, (ideazione, co-sceneggiatura e regia)[30]
- Collisione, di Piero Ufo (soggetto, regia e montaggio - riprese: Angelo Giacovelli - Lucky Dario)[32]
- Rime patate e Cozze, Bari Jungle Brothers (sceneggiatura e regia)
- Spigola al sale, con Greg (Claudio Gregori) e The Frigidaires (regia)
- Pastafarai, Miss Fritti & Joe Ariwa (soggetto e sceneggiatura)
- Adolescenti, di Rebecca Antonaci (soggetto, regia e montaggio)
- Nella ruggine, di Rebecca Antonaci (soggetto, regia e montaggio)
- Sui tetti di Roma, di Rebecca Antonaci (soggetto, regia e montaggio)
- Buio, di Andrea Labanca (soggetto, regia e montaggio)
- The Spiral Of Dust, di Simone Cozzetto (sceneggiatura e regia)
- Ballata pe n'ergastolanu, di Nidi D'Arac (aiuto regia, edizione)

### Attrice
- They Call it Love, posizionato al primo posto nella classifica dei corti italiani più visti al mondo, raggiungendo oltre 20 milioni di visualizzazioni.[33](2012)
- Viva l'Italia, regia Massimiliano Bruno (2012)
- Genesi, regia Donatella Altieri (2011)
- The Signature, regia Natasha Abbattista (2010)
- Basilicata coast to coast, regia Rocco Papaleo (2009)
- Cado dalle Nubi,  regia Gennaro Nunziante (2009)
- L'Arte della deduzione, tratto dai racconti di Sherlock Holmes (regia di Vittorio Principe; ruolo: Mary Sutherland) (2008)

## Teatro

### Regista
- La Besa, Metrofest Tirana (drammaturgia e regia), (2019)[34]
- Orestea nello Sfascio, prodotto da Officine del Teatro Italiano e Florian Metateatro (drammaturgia e regia), (2018)
- Amoressia, (testo di Federico Cervigni), (2016)
- M.E.D.E.A. Big Oil, Premio Scenario per Ustica 2013 (drammaturgia e regia), (2013)
- La Iatta Mammona, Napoli Teatro Festival 2013 - E45 Fringe Festival (drammaturgia e regia), (2012)
- Repression, Jam Session di teatro in-civile (drammaturgia e regia), (2012)
- Il lavoro nobilita l'uomo. Giusto?, Jam Session di teatro in-civile (drammaturgia e regia), (2012)
- Omertà è Partecipazione, Jam Session di teatro in-civile (drammaturgia e regia), (2012)
- Nel nome del padre, Finalista Premio Calcante 2011 (drammaturgia e regia), (2011)
- Voci a Rischio, Jam Session di teatro in-civile (drammaturgia e regia), (2011)
- UteroPia, Jam Session di teatro in-civile (drammaturgia e regia), (2011)
- La zita vestuta, monologo (drammaturgia e regia), (2011)
- Noi brava gente, monologo (drammaturgia e regia), (2011)
- Volevo essere come loro, monologo (drammaturgia e regia), (2011)
- Quando piangono le capre, teatro in-civile di narrazione (drammaturgia e regia), (2011)
- Samantha, monologo (drammaturgia e regia), (2011)
- Paola, monologo (drammaturgia e regia), (2011)
- Bash, di Neil LaBute (adattamento e regia), (2011)
- Maria Farrar, di Brecht (adattaemnto e regia), (2011)
- La mia famiglia, di Massimiliano Bruno (adattaemento e regia), (2011)
- New Black, da Euripide (adattamento e regia), (2011)

### Attrice
- Il naso, di Evgenij Zamjatin - regia Peter Stein, (2013)
- Nel nome del Padre, di Terry Paternoster, Finalista Premio Calcante 2011, monologo, (2012)
- Fedra, da Euripide - scritto e diretto da Silvio Peroni, monologo, (2011)
- La Favola di Amore e Psiche, regia di Silvio Peroni, monologo, (2008)[35]
- La Divina Commedia, regia Vito Cipolla - ruolo: Beatrice, Francesca, (2007)
- Pagliacci, opera Lirica di Ruggero Leoncavallo - regia Silvio Peroni, (2007)
- Un po' prima della prima, regia Claudio Insegno ruolo: la chitarrista, (2006)
- Donna de Paradiso, di Jacopone da Todi, regia di Vito Cipolla ruolo: Maria, (2005)
- La poetica dei sensi, regia Enrique Vargas, spettacolo corale, (2001)

## Televisione

### Attrice
- Amici di Maria De Filippi (2002-2003), in onda su Canale 5 e Italia 1 *finalista categoria recitazione - (2002-2003)
- Dead Boy, web-serie regia di Alessio Russo - (2013)
- Delitti, in onda su History channel e La7 - ruolo protagonista: Francesca Alinovi - (2008)
- Donna de Paradiso[36], - in onda su Rai 1, Rai International, Telepace, TV2000 e Tele Padrepio, (2010)
- R.I.S. Roma - Delitti imperfetti - regia Francesco Miccichè, attrice di puntata (2010)

## Riconoscimenti
- Premio Scenario per Ustica[5]
- Microfono di cristallo Radio RAI[37]
- E45 Fringe Festival[38]
- Premio Calcante per la Drammaturgia[39]
- Premio Rome Web Aword, miglior regia, 11 nomination e 4 premi[40]
- Premio Pivi[41]
- Finalista Festival Teatrale di Resistenza - Premio Museo Cervi[42]
- Selezionata fra le migliori opere per il Premio internazionale Mario Luzi, curata dall'omonima fondazione con l'alto patrocinio del Presidente della Repubblica. L'edizione di particolare pregio artistico viene conferita ai maggiori esponenti della cultura e delle istituzioni in Italia e all'estero.
- Premio Napoli Cultural Classic come migliore attrice Stagione di Prosa 2010[43]
- Premio "La Chiave della Fortuna", "Imola Per il Teatro", Concorso Teatrale La Parola e il Gesto[44]
- Premio “In Breve” Teatro Puccini di Firenze - sezione “Migliore attrice”[45]
- Premio In-Box - Biella[46]

## Pubblicazioni
- Lo pozzo magico, pubblicato da Arduino Sacco Editore, testo scritto in ottonari e rallentamenti in endecasillabi.